# Lycaena primus
Lycaena primus är en fjärilsart som beskrevs av Le Moult 1946. Lycaena primus ingår i släktet Lycaena och familjen juvelvingar. Inga underarter finns listade i Catalogue of Life.